# Pharmaco-nutraceutique
 (juin 2022).
 (juin 2025).
Motif : les sources ne sont pas très étalées dans le temps, qu'en est-il de la notoriété de cette approche ? Par ailleurs, l'article est orphelin et sans interwiki
- Archive Wikiwix
- Bing
- Cairn
- DuckDuckGo
- E. Universalis
- Gallica
- Google
- G. Books
- G. News
- G. Scholar
- Persée
- Qwant
- (zh) Baidu
- (ru) Yandex
- (wd) trouver des œuvres sur Wikidata

| 1. | Préciser le motif de la pose du bandeau. | Précisez le motif de la pose du bandeau en utilisant la syntaxe suivante : {{admissibilité à vérifier\|date=juin 2025\|motif=remplacez ce texte par le motif}}                              |
| 2. | Informer les utilisateurs concernés.     | Pensez à avertir le créateur de l'article, par exemple, en insérant le code ci-dessous sur sa page de discussion : {{subst:avertissement admissibilité à vérifier\|Pharmaco-nutraceutique}} |

La pharmaco-nutraceutique est une approche thérapeutique visant à améliorer la réponse au médicament par l'utilisation d’aliments fonctionnels. Ce concept a récemment été illustré lors d’une étude in vitro combinant les acides gras oméga 3 et l’Ursodiol, réalisée au sein du centre de recherche du CHU de Québec – Université Laval / faculté de pharmacie. Les résultats suggérant les bénéfices d’une telle combinaison dans le traitement notamment des maladies hépatiques cholestatiques et auto-immunes, ont été publiés après révision par les pairs dans le journal  Nutrients, ainsi que dans Hepatology.